# 9 settimane e ½ - La conclusione
9 settimane e ½ - La conclusione (Another 9 ½ Weeks) è un film del 1997 diretto da Anne Goursaud.
È il sequel di 9 settimane e ½ ed è uscito direttamente per il mercato home video. I protagonisti sono Mickey Rourke, che torna ad interpretare l'agente di borsa John Gray, ed Angie Everhart, che interpreta la stilista Lea Calot, sorellastra di Elizabeth McGraw, protagonista del primo film.

## Trama
Dieci anni dopo che Elizabeth lo ha lasciato, John è precipitato in un mondo di depressione e solitudine con tendenze suicide. Quando riceve un invito a partecipare ad una mostra d'arte a Parigi di alcuni dei dipinti di Elizabeth, parte immediatamente per la Francia, sperando di poter parlare con lei.
Partecipa alle aste e si aggiudica tutte le sue opere d'arte, ma Elizabeth non è lì. Vede, tuttavia, una bellissima donna che indossa esattamente lo stesso scialle che aveva regalato all'amata molti anni prima. Il nome della donna è Lea Calot. Dice di essere un'amica intima di Elizabeth e che lei ora vive in un altro paese, felicemente sposata.
John sospetta che ci sia qualcosa che Lea non gli stia dicendo. Diventa evidente che Elizabeth le ha raccontato i dettagli intimi della loro relazione. Lea è una stilista, ed è attratta da John; anche lui inizia ad affezionarsi. Iniziano una relazione appassionata, ma Lea continua a essere evasiva quando si tratta di rispondere alle domande su Elizabeth.
John si avvicina anche alla bellissima assistente di Lea, Claire, che ha una relazione violenta con il proprio ragazzo. Man mano che John si avvicina alla scoperta della verità sul destino di Elizabeth, è costretto a esaminare i modi in cui le sue azioni passate lo hanno cambiato come persona, e se può essere per Lea il tipo di amante che lei vuole che sia.